# Jean Philippe Raymond Dorsner
Jean Philippe Raymond Dorsner, né le 23 janvier 1750 à Strasbourg, mort le 4 juin 1829 à Neuwiller-lès-Saverne, est un général français de la Révolution et de l’Empire.

## Carrière
Il entre en service le 31 octobre 1761, comme sous-lieutenant au régiment Royal Bavière. Il est élève artilleur à l'école militaire d'artillerie de Bapaume en novembre 1767, et en mai 1768, il est nommé lieutenant au régiment de Toul Artillerie. En juin 1779, il est capitaine à l’armée des Côtes de Normandie et de Bretagne, puis à l'armée du Rhin en 1792. Il est nommé lieutenant-colonel en octobre 1792, et général de brigade le 25 septembre 1793.
Le 27 janvier 1794, il est promu général de division commandant l'artillerie de l'armée du Rhin en 1794-1796 au siège de Mayence. Il est l'inventeur des canons à 24 livres calibres 12 à Mayence. En juin 1803, il commande l'artillerie du camp de Bayonne et en 1805, il commande l'artillerie du 7e corps de la Grande Armée.
Il est fait Baron de l'Empire le 26 octobre 1808. En 1809, il prend le commandement de l'artillerie de la place de Wesel. Il est admis à la retraite la même année.
Il meurt le 4 juin 1829 à Neuwiller-lès-Saverne.

## Hommages, honneurs, mentions
- Il fait partie des 558 officiers à avoir son nom gravé sous l'arc de triomphe de l'Étoile, pilier nord, colonne 7.
- Un des forts des fortifications de l'Est, construit entre 1875 et 1879 à Giromagny dans le territoire de Belfort, porte le nom de fort Dorsner.